# Esgrima artística

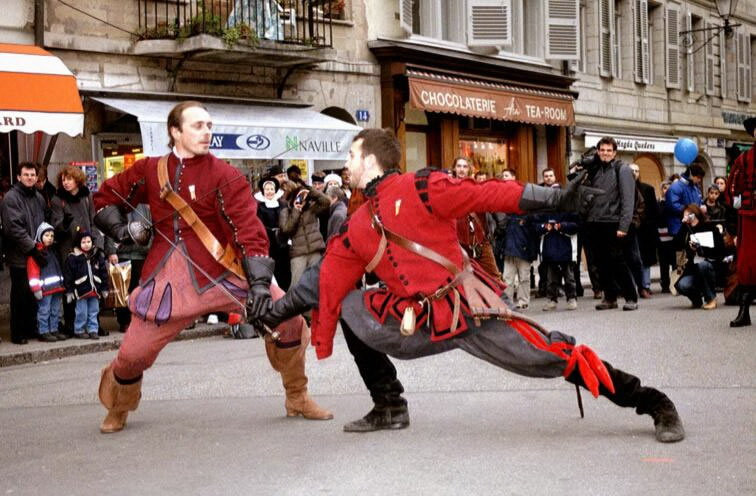
Espectáculo callejero en Escalade 2001 (Genève)

La esgrima artística es una forma de la esgrima moderna que incorpora elementos de esgrima histórica o antigua  y artes del espectáculo. Su objetivo es poner en escena, duelos, batallas o peleas coreografiadas, en competición, solos, duelos reales, batallas, de cualquier época en directo, o creaciones intemporales, recreaciones que tienen que ser técnicamente, armas y vestuario de la época que se representa; donde no hay prohibiciones, ni protecciones como suceden en otras modalidades de la esgrima, y únicamente se obliga a guardar unas técnicas de seguridad propias de la esgrima artística.

## Descripción
La esgrima artística es una asociación de ideas. Los deportistas construyen una frase de armas cuya estética simula una lucha creíble con las armas, a espada, espada medieval, con florete, la espada de la corte, etc.  tomando parte de las artes del espectáculo,  combinando la parte técnica de las armas,  desplazamientos (acrobacias) con la comedia o el drama y la expresión corporal. Las frases de armas deben ser integrados en un cuadro teatral, y a menudo recurriendo al texto o la música.

No confundir con la esgrima escénica que es el arte de crear, integrar y realizar coreografías de escenas de enfrentamientos con el uso de armas blancas para el medio del entretenimiento, es decir dentro de la actuación en una representación teatral, recreación histórica, espectáculo, escena televisiva o cinematográfica, también se la conoce como combate escénico donde ya no estaría limitada al uso de armas blancas históricas; y puede estar enmarcado en una escena de acción,  a diferencia de la esgrima artística que es un deporte, donde se crean e integran las coreografías en sí mismas, formando un todo en la escena, se trabajan todas las edades de la historia, incluso de fantasía, se compite sin ningún tipo de protecciones pero con unas estrictas reglas de seguridad de cara al público en un teatro y por extensión a todo tipo de escenarios, espectáculos o actuaciones callejeras, y forma un todo alrededor de sí misma.

Imagen de la Compañía Torre de la Vega, de la Sala de Armas Louis XIV especialistas en recreación y esgrima artística, recreando escenas de los gladiadores en el foro romano, durante las Guerras Cántabras 2015, en Corrales de Buelna - Cantabria (España)

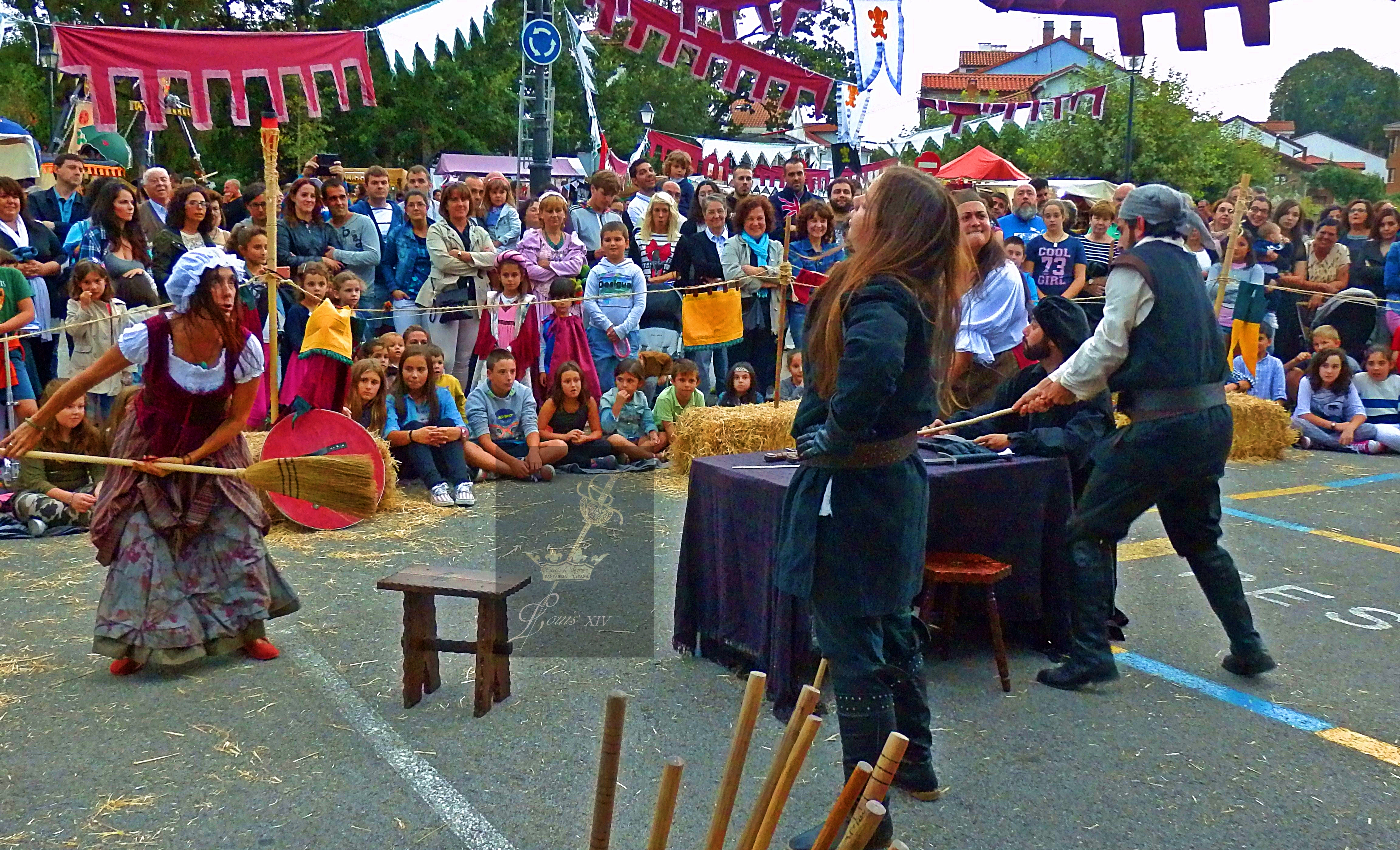
Escenas de esgrima artística en un mercado medieval, Compañía Torre de Vega de la Sala de Armas Louis XIV, Campeones del Mundo españoles en el mundial de esgrima artística 2016 en Kolomna, óblast de Moscú(Rusia)

La escuela española de esgrima con espada ropera se denomina Verdadera Destreza, fundada sobre las bases teóricas establecidas por Jerónimo Sánchez de Carranza en 1569. Dichos principios fueron recogidos y perfeccionados por Luis Pacheco de Narváez, maestro de armas de Felipe IV de España, que no tiene nada ver con la esgrima escénica ni con la artística, pero se supone que está en la base de la esgrima deportiva y la esgrima antigua que se practica hoy en día.

## Historia

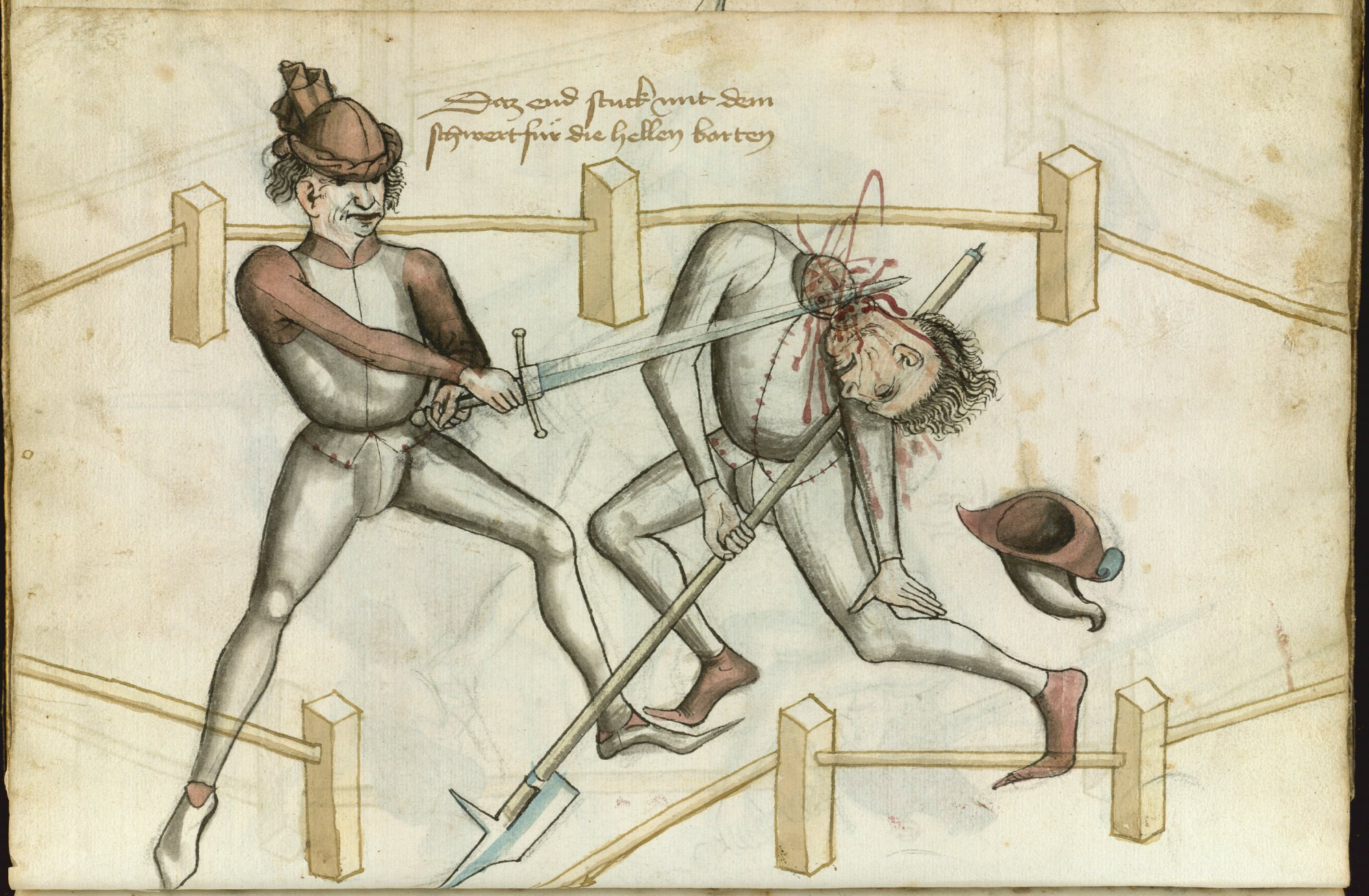
Ms.Thott.290.2º 076v

La esgrima artística, generalmente se confunde con la esgrima de espectáculo, esgrima escénica o la esgrima antigua, fue creado en Francia en la década de 1990 por la AAF (Academia de armas de Francia ) siendo presidente en ese momento, el maestro de armas francés Claude Carliez.
« Resultante de la esgrima antigua, la esgrima artística es sin duda la mejor expresión visual, la más espectacular del  arte de las armas. Practicada con  una o más armas, ofrece, para la persona que lo ejerce, multitud de combinaciones de “ataque y defensa” y de evoluciones. La amplitud de los gestos, las actitudes elegantes, la diversidad de las acciones, hacen de la esgrima artística otra disciplina. La esgrima artística es a la esgrima tradicional lo que el patinaje artístico es al patinaje deportivo de competición.» Archivado el 18 de abril de 2016 en Wayback Machine.
El objetivo era utilizar el potencial de popularidad de la esgrima de espectáculo para promover la esgrima y de interesar un nuevo público a la esgrima deportiva.

## Formación

Curso de esgrima artística en el Théâtre de Chaillot en París/1998

En Francia, la enseñanza de la esgrima deportiva no puede hacerse más que por los titulares de las patentes del estado. Otras formas tales como artístico, histórico, medieval, etc., no se mencionan en los textos.  El módulo consagrado a la esgrima artística durante varios años de forma obligatoria en los cursos de formación del profesorado, desapareció con los cambios en la formación de los entrenadores de esgrima. 

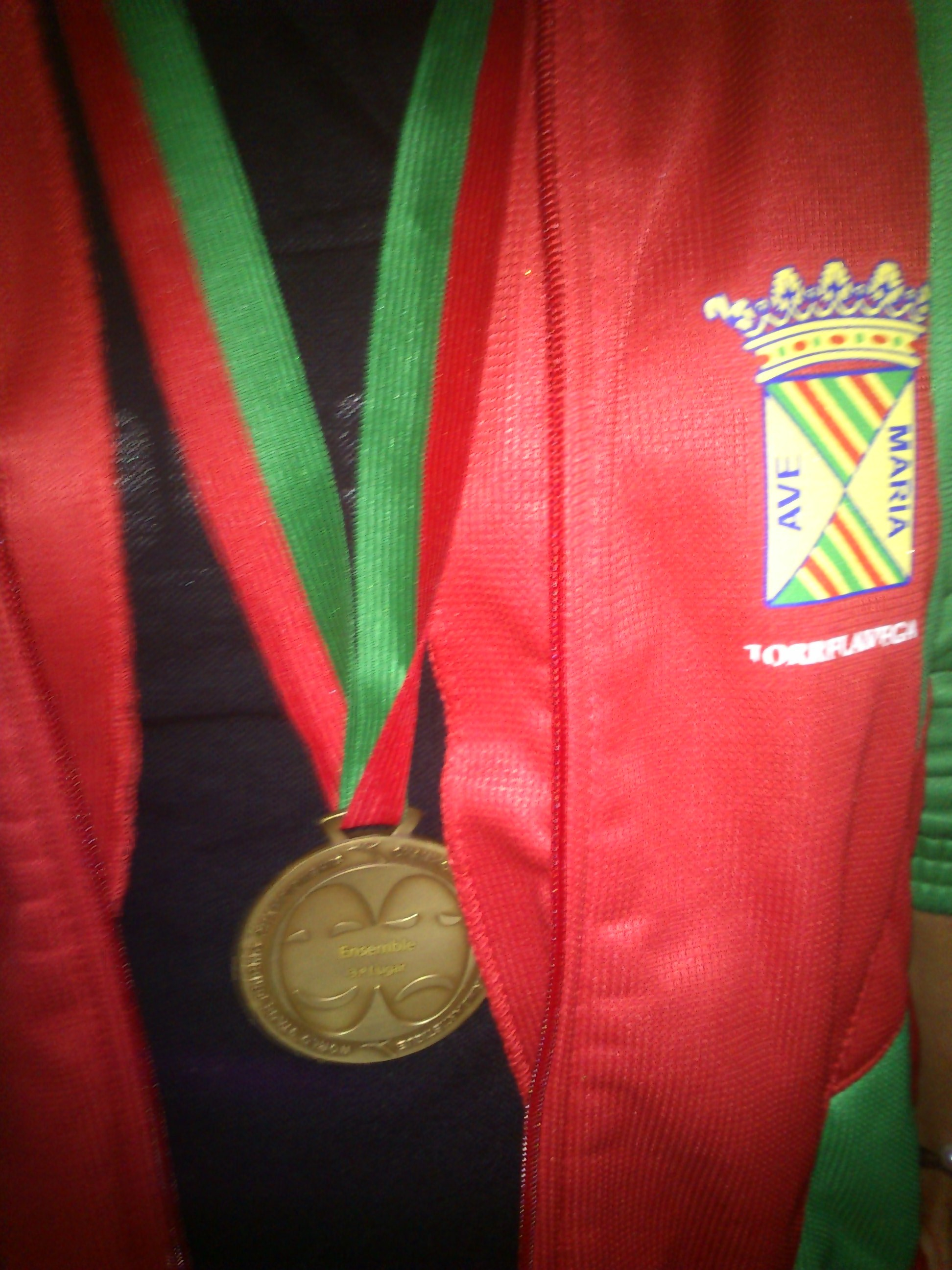
La esgrima escénica se diferencia con la esgrima artística que es un deporte, España no aparece en la competición hasta el año 2012 en Cascais, con un equipo de Torrelavega que alcanzan la primera medalla para la esgrima artística española, y que obtiene las primeras medallas de oro y plata en el World Artistic Fencing Championships 2016 en Kolomna, óblast de Moscú (Rusia) dirigidos y encabezados por Sarilen Gonzalez Gonzalez, en modalidad de conjuntos, capitaneando el equipo en representación de la Federación Española de Esgrima.

La esgrima histórica, forma parte de las artes marciales históricas Europeas desde 2013 tiene su propia federación europea, AMHE; así como en Francia,  la FFAMHE.
En los países anglófonos varias asociaciones como la British Academy of Stage and Screen Combat, Fight Directors Canada ou laSociety of American Fight Directors proponen formación profesional en esgrima de espectáculo (stage fight), también accesible para los aficionados. Estos cursos son reconocidos internacionalmente por la industria cinematográfica y del espectáculo.
La “Akademie der Fechtkunst Deutschlands” (FAD) propone desde hace unos años formación con el título de maestro de armas de esgrima de espectáculo. Todavía no se ha recibido el reconocimiento oficial del Ministerio de Deportes y de la Federación Alemana de Esgrima ( Deutscher Fechterbund-DFB) tampoco lo han hecho otras academias de armas tales como l'Académie d'armes de France (AAF), como lo fue la formación del maestro de armas a cinco armas propuesto por la misma organización después de más de 20 años.

## El tirador o espadachín
No hay término oficial para designar al practicante de la esgrima artística.
Término que hace referencia a espadachín, "el que ama batirse con la espada, a hierro; aquel que busca pelea voluntariamente”.
Otro término es «joueur de l'épée». Esta palabra aparece en 1528 en el título de una traducción de un tratado, La noble science des joueurs d'espee , escrito por el autor vienés Andreas Pauernfeindt.
En los países anglófonos se le llama habitualmente actor-combatant.
También puede ser reconocido como Artistic fencer (Art-Fencer), Esgrimista Artístico (Esgrimartista), escrimeur artistique (escrimartiste), künstlerische Fechter, schermidore artístico.

## La lucha

### La técnica

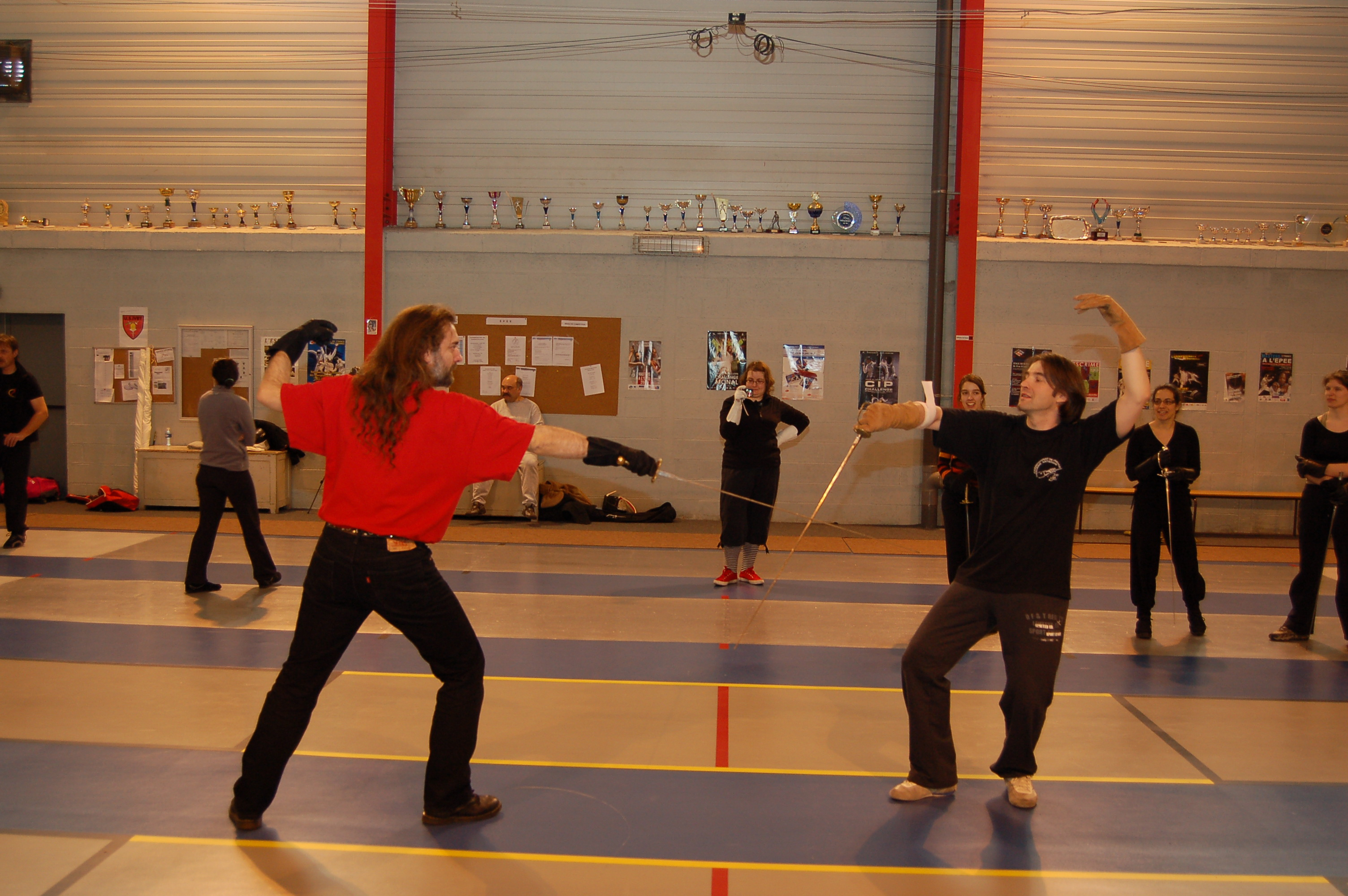
Preparación de un combate de esgrima artística (Curso de esgrima en US Ivry 2008)

En apariencia técnica con la esgrima moderna, la esgrima artística es una simulación de combate en cualquier etapa antigua e incluso intemporal o de fantasía. Hay ataques simples y compuestos, paradas-respuestas, paradas en oposición,  desplazamientos lineales, pero también movimientos circulares, técnicas ambidextras y a mano desnuda.
Ciertas acciones espectaculares se inspiran en los tratados históricos, como la vuelta, el empuje lateral o los desarmes. Contrariamente a la esgrima deportiva, se evita tocar. La frase de armas debe crear la ilusión y debe ser creíble para un espectador. Y puesto que los actores van sin máscara ni chaqueta de esgrima, deben aplicarse unas estrictas reglas y técnicas de seguridad. 
Esta es la razón por la cual las frases de armas son reelaborados a la vez por razones de seguridad y por legibilidad del lado del público. Se fijan en forma de coreografías junto a una completa puesta en escena. En su representación como en la danza, no hay apenas espacio para la improvisación

### La seguridad
No hay textos autorizados que traten de la seguridad en la esgrima artística. Es una obligación de resultados y no de medios. Sin embargo, las reglas de competición generalmente incluyen las siguientes obligaciones:
- Guantes en buen estado,
- Respetar la distancia de seguridad entre el escenario y la primera fila de la audiencia,
- Requisito de utilizar armas no cortantes con extremos redondeados,
- Prohibición de combate libre o improvisado.

### El espectáculo

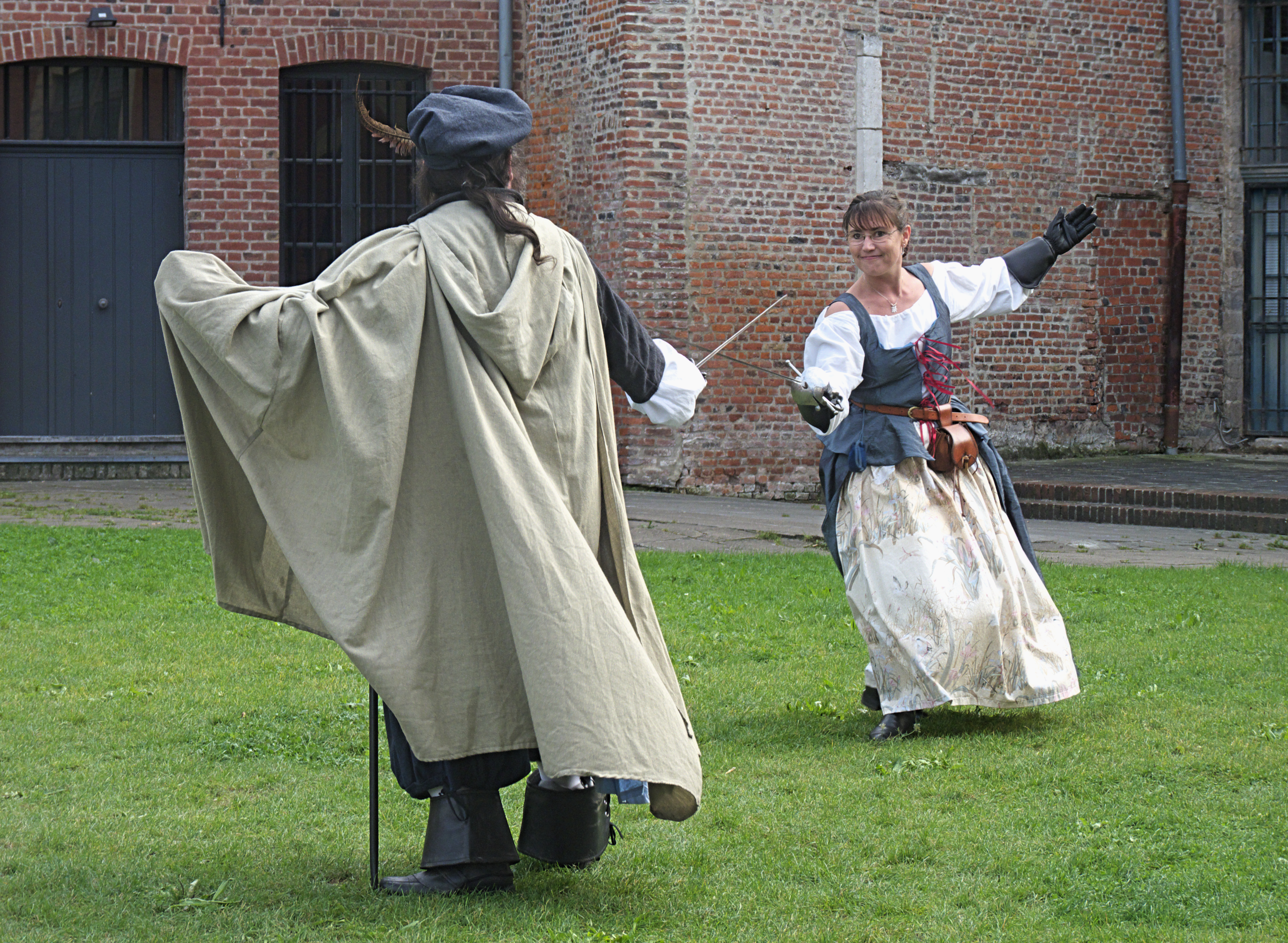
Demostración de esgrima artística en Lille, 2014

La esgrima artística destinada al espectáculo en los clubes de esgrima es muy similar a la esgrima utilizado en el teatro, el cine y espectáculos en directo.
Las técnicas para montar una secuencia para la escena o para la cámara son un poco diferentes: la cámara multiplica los ángulos de visión, y permite repetirlas, las escenas de lucha están fragmentados y filmadas individualmente. El actor debe mantener la concentración durante horas para reproducir muchas veces exactamente los mismos gestos. La lucha se crea finalmente en la mesa de montaje.
Sobre la escena, repetir o equivocarse no son permisibles. La coreografía es parte de la actuación y de la puesta en escena, es puesta al servicio de un texto, de la situación y se impregna con los personajes de la obra. La preparación de una coreografía es larga pueden ser necesarios una veintena de repeticiones para combatir un minuto.

### Las armas
Es difícil enumerar las armas de la esgrima artística. Generalmente, el arma es escogida en función del contexto o la época,  de la frase de armas. Por ejemplo, si el combate se encuentra encuadrado en el siglo XVII, la ropera tendrá todas las suertes para ser utilizada.
La elección de las armas puede ir desde armas clásicas como la espada de la corte, la ropera, espadín , la daga, la caña, un palo, hasta las armas del universo de ficción sable láser, y otras más inusuales de encontrar como una tubería de canalización, o una barra de hierro, un paraguas, una barra de salchichón o una sartén. También es posible integrar la lucha con las manos desnudas.
En general, a pesar de su parecido con los originales históricos, las armas son reproducciones adecuados para su uso en el show. A menudo son de peso ligero y "neutralizadas", el borde de la hoja no está afilada y la punta es redondeada, lo que no los hace inofensivas. Hay que hacer muchas repeticiones: la mejor manera de evitar accidentes es un buen dominio del arma y un trabajo exhaustivo de los aspectos técnicos y de las nociones de seguridad.

## El universo de la esgrima artística
El universo de la esgrima artística se confunde naturalmente con aquel de la esgrima de espectáculo.

### Maestros de armas famosos
Por orden cronológico.
- Georges Dubois (1865 - 1934), instructor de boxeo francés, armas y coreógrafo principal en la Opera Comique de París, investigador de las artes marciales históricas europeas por tanto precursor del "Hema", autor entre otros de L'Escrime au théâtre y amigo de Letainturier-Fradin y Egerton Castle. Estuvo con el Maitre Albert Lacaze en la recuperación de la esgrima antigua, un intento de crear con la daga - ropera una cuarta arma competitiva. Le debemos la ropera ligera para el teatro.
- Ralph Faulkner[5] (1891 -1987)  esgrimista y maestro de armas del cine americano que arregla algunos clásicos del cine de capa y espada como  "The Three Musketeers" (1935), "Captain Blood" (1935), "The Prisoner of Zenda" (1937)

- André Gardère (1913 - 1977), maestro de armas y esgrimista olímpico ,[6] después de haber efectuado las películas de lucha de los años 1950 y 1960, entre ellos Le Bossu, Cyrano de Bergerac, Les Trois Mousquetaires.

- Pierre Lacaze (1914 - 2006), maestro de esgrima en la Escuela Normal de la gimnasia militar y Esgrima de Joinville-le-Pont y en la Ópera de París, Presidente de armas de la Academia de Francia hasta 1992, escribió 'Histoire de l'escrime ,[7] libro que ha sido durante mucho tiempo referente en cuanto a la historia de la disciplina.

- Bob Anderson (1922 - 2012),  maestro de armas,  destacando en Highlander, La Princesa Prometida, La máscara del Zorro, Piratas del Caribe y la trilogía de El Señor de los Anillos pero su obra maestra es todavía Star Wars y la creación de los combates con sable láser.

- Robert Heddle-Roboth (1927 - 2013),[8] maestro de esgrima francés y coreógrafo de lucha, entrenado por Pierre Lacaze en la escuela de maestros de armas de Joinville-le-Pont. Comenzó su carrera en el deporte en 1951 en Orán, donde permaneció durante 11 años para desarrollar « l’Oranaise »  Forma varias figuras de la esgrima francesa (Norbert François Pinelli y Costa). Después de un breve paso por Alemania para entrenar el equipo de sable nacional, de donde guarda su gusto por los grandes coches alemanes, hasta su regreso a Francia. Fue catedrático y además intervino en las escuelas más grandes de teatro: La rue Blanche, l’école internationale du Mimodrame de Marcel Marceau, Chaillot, le « Carré » de Sylvia Monfort, le Centre de formation internationale de Venise, l’Académie Internationale des Arts du Spectacle de Montreuil. Durante décadas colaboró con personalidades del mundo del espectáculo, incluyendo Jean Vilar, Gérard Philipe, Francis Veber, Jérôme Savary, Silvia Monfort o el mimo Marcel Marceau. Como Director de Deportes de la Ciudad Universitaria París, creó en los años de 1960 el único programa de la escuela de esgrima de espectáculo en Francia, que dirigió hasta 1991. Entre 1992 y 2002 fue profesor en la New School en el Teatro de Chaillot. Por lo que en 50 años de enseñanza formó a muchas generaciones de actores y maestros de armas en la esgrima de espectáculo.

- Claude Carliez (1925 - 2015),.[9] Igualmente entrenado por Pierre Lacaze, también fue su asistente en la Ópera de París. Comenzó su carrera cinematográfica como M.Gardère, sobre todo visto en Le Bossu como oponente de Jean Marais. De sus activos fueron los principales cascadas, maestro de armas y presidente de la Academia de las armas de Francia hasta 2012 l'Académie d'armes de France jusqu'à 2012;; Originalmente fue quien desarrolló la esgrima artística francesa. Se realizaron películas muchas peleas en los años 1970 y 1980, sobre todo con Jean Marais, donde también fue el director (Le Paria, 1969). Como director de dobles , regló casi todas las películas de Jean-Paul Belmondo, y muchas de ellas con Alain Delon.

- William Hobbs, maestro de armas británico que trabaja en el cine desde los años 1960, incluyendo Les Duellistes, Dangerous Liaisons, Rob Roy, The Man in the Iron Mask y Game of Thrones,

- Michel Carliez, maestro de armas y coordinador de especialistas,  destacando en el cine por  Le Bossu (1997) y Fanfan La tulipe, en la televisión por Lagardère et Julie, chevalier de Maupin, así como con una versión de fantasía de D'Artagnan et Les 3 Mousquetaires. De renombre internacional, es la referencia actual de los filmes de capa y espada del cine francés.El maestro de armas Claude Carliez junto a Sarilen González en Perouges, Francia

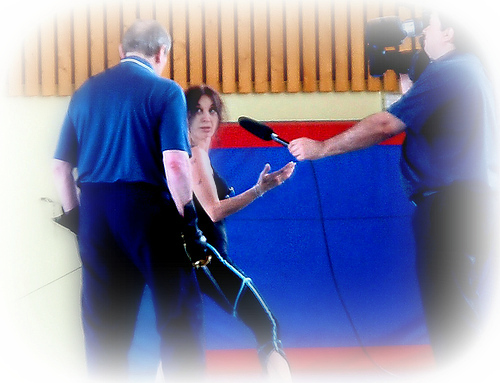
El maestro de armas Claude Carliez junto a Sarilen González en Perouges, Francia

### Actores y esgrimistas famosos
- Errol Flynn (1909 - 1959)
- Jean Marais (1913 - 1998)
- Gérard Barray
- Vincent Pérez por sus papeles en le Bossu y Fanfan la tulipe

### Competiciones.

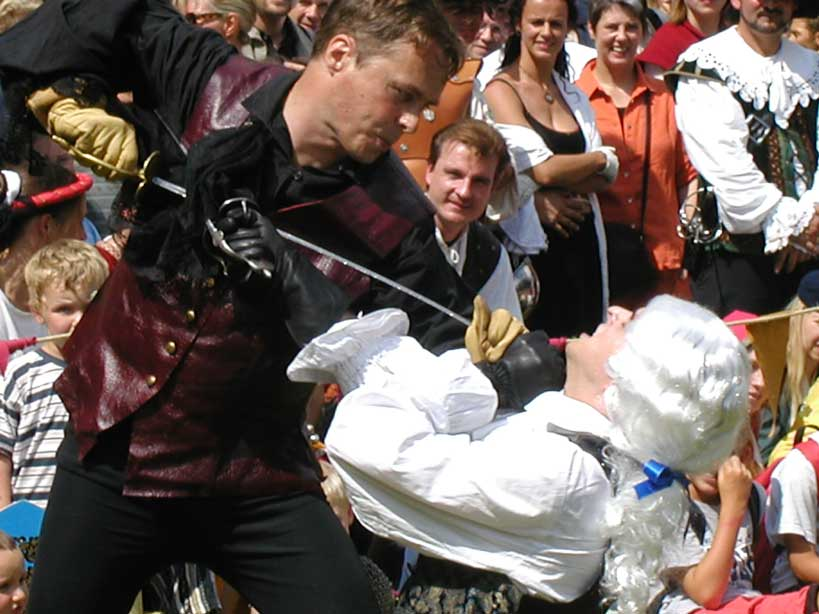
Stage Warriors 2004 (T. Schmuziger et M. Hewer)

Las competiciones de esgrima artística se desarrollan en un escenario, mientras los participantes son calificados por un jurado en general maestros de armas. Se prevé un periodo de preparación generalmente poco antes de salir a la escena para permitir a los participantes hacerse con el espacio escénico.
No existe una regulación común para las pruebas de esgrima artística; aunque similar, cada liga establece sus propias reglas con sus propias variaciones. Sin embargo, se puede resumir los puntos que habitualmente se encuentran:
- Categorías: La mayoría de los campeonatos incluyen demostraciones en las siguientes categorías:

- - Solos: coreografía realizada por un solo participante,[10][11]
  - 'Conjunto: coreografía realizadas por varios participantes[10]
  - Duos: duelo entre dos personas ,[10][11][12]
  - Batalla: la lucha con la participación de más de dos personas,[10][11][12]
  - Combate: demostraciones de combate orientado en los aspectos técnicos de la esgrima.
  - Sainete: demostraciones orientadas al aspecto dramático de la esgrima artística,
  - Clip video: demostraciones en la forma del clip vidéo,
  - Categorías por edad: los participantes se dividen por su edad.
- Épocas y armas: Algunos campeonatos definen períodos para agrupar las demostraciones (antigüedad, medieval, gran siglo, intemporal), de acuerdo con las categorías, algunas armas), las armas tienen que ir en función de la época.
- Criterios técnicos versus criterios artísticos: la calificación otorgada por el jurado se divide en una serie de notas sobre los criterios técnicos (asistencias de armas, posturas, técnicas de esgrima ...) y una serie de notas sobre criterios artísticos (presencia, la voz, la escritura, el vestuario ...),
- Ponderación de notas:Trata del cálculo de la nota final de una representación.
- Penalizaciones de tiempo: algunos campeonatos definen los límites de tiempo para la demostración y aplican sanciones en caso de superarse.

## Galería de ejemplos

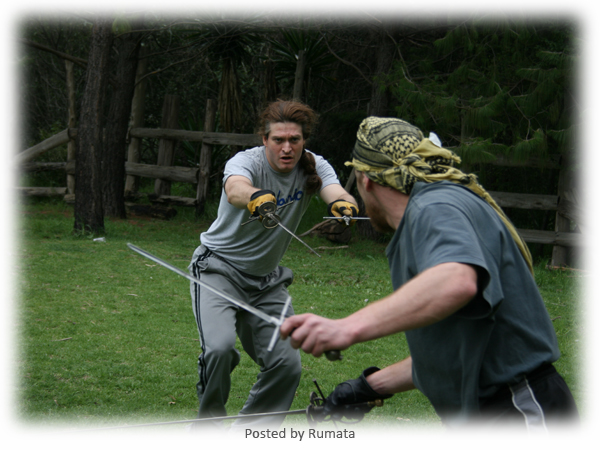
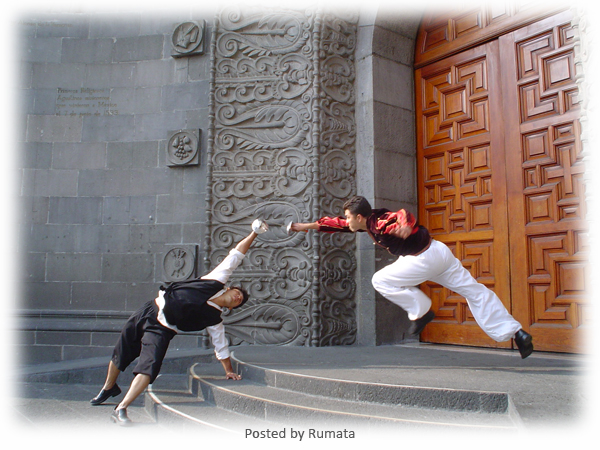
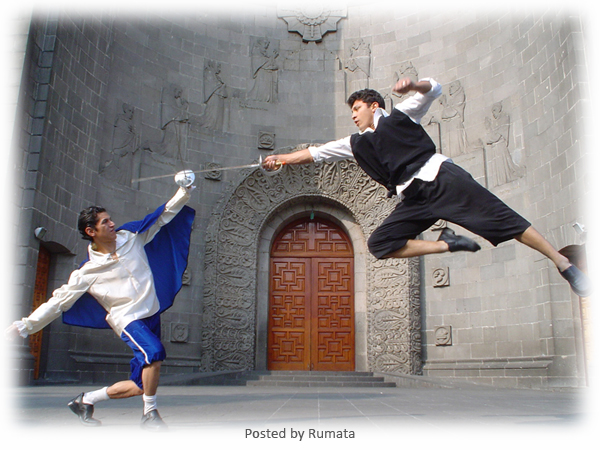

Ver también
- Esgrima

### Lista de competiciones actualmente.
- Campeonatos del mundo,[13] estos campeonatos son organizados por la Academia de Armas Internacional, AAI, y tienen lugar cada cuatro años, coincidiendo con el ciclo olímpico.
  - 2016 Kolomna (Rusia,
  - 2012 Cascais (Portugal),
  - 2008 San Marino (Italia),
  - 2004 En Sables-d'Olonne Francia,
  - 2000 En Vichy,
  - 1996 En Lisboa[14]

- Championnats de France,[10] organizados por la Académie d'Armes de France,
  - 2004 En Sables-d'Olonne
  - 2002 En Bourges
  - 2000 En Vichy
  - 1998 En Vittel
  - 1996 En Vichy
- Stage-Warriors[15] Campeonato internacional de esgrima artística en Alemania organizados por la asociación Badische Löwenfechter, y que han tenido lugar a intervalos irreguliares,
  - 2010 Kesterburg
  - 2006 Osterburken
  - 2005 Osterburken
  - 2004 Angelbachtal
- Campeonato Internacional de Esgrima Artística de Alemania,[11] campeonatos organizados por la Academia de Armas de Alemania ha tenido lugar a intervalos irregulares.
  - 2011 En Mönchengladbach
  - 2009 En Berlín
  - 2006 En Berlín

- “Furor et Ferrum”'Furor and Ferrum', Torneo Internacional de combate histórico y de espectáculo que se desarrolla cada año en el primer fin de semana del mes de junio en la Pavone Canavese cerca de Turin/Italie, hasta el año 2014, y que ha pasado a llamarse Ludus Pavonis por cuestiones de marca y que no da garantías de ser el mismo evento, pese a ser en la misma localización y en las mismas fechas.

## Literatura
En francés.
- Guide pratique escrime artistique, L'Escrime à deux armes ; Michel PALVADEAU - Édiciones Émotion Primitive, agosto de 2013
- L’Escrime pour l'acteur ; Eugénio Roque (en français et anglais)- Éditor E. Roque, septiembre de 2011
- Guide pratique escrime artistique ; Michel PALVADEAU - Édiciones Émotion Primitive, julio de 2009
- Escrime artistique ; Bac H. Tau - Thespis octubre de 2007
- De l'Épée à la scène ; Robert Heddle-Roboth/Daniel Marciano - Thespis abril de 2005
- Escrime de spectacle ; Jean PROMARD - Archimbaud 1993
- L'Assaut du Ve Acte d'Hamlet et sa mise en scène ; Georges Dubois - P. Bossuet/Paris 1932
- Essai sur l'escrime ; Georges Dubois - Souzy/Paris 1925
- Le Théâtre héroïque ; Gabriel Letainturier-Fradin - Flammarion/Paris 1914
- L’Escrime au théâtre ; Georges Dubois - G. Grassin/Angers 1910

En inglés
- Stage Fighting; Jonathan HOWELL - The Crowood Press Ltd., 2008
- Stage Combat; Jenn Zuko BOUGHN - Allworth Press 2006
- Swashbuckling; Richard LANE - Proscenium Publishers Inc. 1999
- Techniques and Training for Staged Fighting; James D. STRIDER - The Edwin Mellen Press 1999
- Actors on Guard; Dale Anthony GIRARD - Routledge 1997
- Fight Directing for the Theatre; J.Allen SUDDETH - Heinemann 1996
- Fight Direction; William HOBBS - A&C Black Limited 1980

En alemán
- Fechten für Theater, Film und Fernsehn; Volker ULLMANN - Florian Noetzel Verlag 2002
- Fechten in der darstellenden Kunst; Walter KAMM - Meyer&Meyer Verlag 1994
- Bühnenfechtkunst; J.E.KOCH - Henschelverlag 1954

Otras fuentes
- FFEscrime - Escrime Artistique https://web.archive.org/web/20121017005544/http://escrime-ffe.fr/images/stories/FFE/PRATIQUER/LES-DIFFERENTES-PRATIQUES/ARTISTIQUE/Livret_Escrime_Artistique-web.pdf
- Danse baroque: Comment l’escrime peut-elle permettre de restituer les rôles des guerriers. http://www.jeuxdepees.fr/Articles/RoleGuerrier.html Archivado el 4 de marzo de 2016 en Wayback Machine.
- Une nouvelle vie pour l'escrime de spectacle ? http://www.jeuxdepees.fr/Articles/Escrime_scen1.htm Archivado el 23 de diciembre de 2009 en Wayback Machine.
- Naissance d'Hamlet d'Anne Cuneo, mise en scène de Michel Toma et Sophie Gardaz http://www.jeuxdepees.fr/Articles/NaissHamlet.html Archivado el 3 de marzo de 2016 en Wayback Machine.
- La danse et l'escrime ou l'art d'être courtisan http://www.jeuxdepees.fr/Articles/coutisan.html Archivado el 3 de marzo de 2016 en Wayback Machine.
- Académie d'armes de France - le mot de Claude Carliez Archivado el 18 de abril de 2016 en Wayback Machine. www.escrime-aaf.fr